# Ascanio Branca
Ascanio Branca (Potenza, 10 marzo 1840 – Napoli, 6 marzo 1903) è stato un patriota e politico italiano.

## Biografia
Nato da Gerardo e Maria Siani, la sua famiglia apparteneva al ceto borghese agrario. In gioventù, divenne membro del Consiglio del decurionato e dei notabili di Potenza. Aderì ai moti liberali del 1860 e fu tra gli artefici dell'insurrezione lucana. Fu comandante della "Brigata Lucana" che seguì Giuseppe Garibaldi fino a Napoli. Per l'impegno profuso, Garibaldi elogiò l'azione di Branca e dei suoi uomini rivolgendogli queste parole:
Partecipò in seguito alla Terza guerra di indipendenza, combattendo in Trentino a fianco di Garibaldi con il grado di ufficiale di Stato Maggiore. Al ritorno dal conflitto, Branca scrisse La campagna dei volontari italiani nel Tirolo, seguita da alcune riflessioni sulle riforme militari (1866), ove sono descritte le sue memorie di guerra. Nel 1870 fu eletto deputato del Collegio di Potenza, al posto del concittadino Paolo Cortese.
Fu deputato e ricoprì più volte l'incarico di ministro: ministro delle finanze del Regno d'Italia nei Governi Di Rudinì II, Di Rudinì III, Di Rudinì IV e Di Rudinì V; Ministro dei lavori pubblici, nonché Ministro delle poste e dei telegrafi, nel Governo di Rudinì I; Ministro dei lavori pubblici nel Governo Saracco.
Branca sposò, il 4 ottobre 1891, Donna Anna Caracciolo dei Principi di Forino e Avellino (1871-1938) ed ebbe tre figli: Gerardo (1898-1964), Guido (1901-1955) e Lucia (1902-?).
La città di Potenza gli ha dedicato una via in centro storico, nelle immediate vicinanze di Piazza Mario Pagano.